# 朱丁順
朱丁順（1928年11月30日—2012年12月26日），生於屏東縣恆春鎮，恆春民謠教學與演唱家。

## 生平
朱丁順幼年家貧，只有讀過兩年書，之後開始做苦力、做過長工、做過燒火炭工，在工人之間學到各地民謠腔調。
晚年開始投入恆春民謠教學與推廣，曾獲第14屆金曲獎傳統藝術「最佳演唱獎」、第19屆金曲獎傳統暨藝術音樂「特別貢獻獎」。
2012年9月，獲文化部選為人間國寶。同年12月26日清晨病逝於高雄市義大醫院。